# Maria Neculiță
Maria Neculiță, née le 30 mars 1974 à Deva, est une gymnaste artistique roumaine.

## Palmarès

### Jeux olympiques
- Barcelone 1992
  -  médaille d'argent au concours par équipes

### Championnats du monde
- Indianapolis 1991
  -  médaille de bronze au concours par équipes

- Paris 1992
  -  médaille d'argent à la poutre
  -  médaille de bronze au sol

### Championnats d'Europe
- Le Pirée 1990
  -  médaille de bronze à la poutre